# 薛伯令
薛伯令（？—467年），一作柏令，河东郡汾阴县（今山西省运城市万荣县）人，出自河东薛氏南祖，北魏使持节、散骑常侍、都督徐南北兖青冀五州豫州之梁郡诸军事、镇南大将军、徐州刺史、河东康王薛安都之子。

## 生平
薛安都归顺北魏后，薛伯令和弟弟薛环龙逃亡到梁州和雍州之间，聚集党羽数千人，攻陷刘宋的广平郡，活捉太守刘冥虬，又攻克顺阳郡，夺取义成郡、扶风郡，设置地方官。泰始三年（467年）七月，刘宋雍州刺史、巴陵王刘休若派遣南阳郡太守张敬儿和新野郡太守刘攘兵击败薛伯令，将他俘虏后杀死。

## 家庭

### 兄弟姐妹
- 薛道标，北魏镇南将军、秦州刺史、河东公
- 薛道异
- 薛道次，北魏光禄大夫、假河南公
- 薛道智
- 薛环龙
- 薛真龙
- 薛道龙
- 薛元嗣，南梁直阁将军
- 薛氏，嫁刘宋前军将军、下邳郡太守裴祖隆
- 薛氏，嫁北魏司徒咨议、岐州刺史皇甫椿龄